# Dubbdäcksförbud
Dubbdäcksförbud innebär att ett förbud mot att använda fordon med dubbdäck i trafik under vissa perioder på året eller på vissa eller alla vägar. Olika länder har olika typer av förbud, och syftet är oftast att motverka slitage av dubbar på vägbeläggningen, när de inte anses hjälpa mot den halka som de är tillverkade för.

## Landsomfattande förbud
Länder som Tyskland och Polen har förbud året om mot användning av dubbdäck. Mellan 2013-11-01 och 2016-10-06 fanns en dispens för dubbdäcksförsedda fordon som anländer med Scandlines färjor, att få köra mellan färjeläget i Puttgarden till Bordershop, en sträcka på ca 500 meter, och tillbaka till färjan. Anledningen var att stärka gränshandelns konkurrenskraft.
Dubbdäcksfria däck (s.k. friktionsdäck) är däremot tillåtna i dessa länder. Vid risk för fastkörning i vinterväglag, t.ex. i tyska Alperna, godkänns istället körning med snökedjor och "snösockar".

## Förbud på vissa gator
På vissa gator i Sverige råder ständigt förbud att köra med dubbdäcksförsedda fordon. Det gäller Hornsgatan, Fleminggatan och del av Kungsgatan i Stockholm, Odinsgatan och Friggagatan i Göteborg samt delar av Kungsgatan och Vaksalagatan i Uppsala. Dessutom införs från oktober 2025 förbud vid Mälarbron i Södertälje. Undantag finns för utryckningsfordon samt fordon med individuell dispens

## Tidsbundna förbud
I de flesta länder som tillåter dubbdäck, finns det tider på året när dubbdäck inte är tillåtna i trafik. Oftast handlar det om perioder när risken för olyckor på grund av vinterväglag anses som minimal.
Sverige: Vinterdäck (dubbade eller odubbade) krävs från den 1 december till 31 mars om det råder vinterväglag. Dubbdäck är tillåtna från den 1 oktober till 15 april. Övrig tid råder dubbdäcksförbud såvida det inte råder vinterväglag. Vinterväglag anses råda när det ligger snö, is eller frost på vägbanan eller på vägrenen, eller när vägbanan är fuktig och temperaturen är nära noll. Det är polisen på orten som avgör om det råder vinterväglag eller inte.
Norge: Dubbdäcksförbud råder generellt från måndagen efter annandag påsk till den 31 oktober med undantag av Nordmark, Troms och Finnmark och när man är på väg upp till fjällen. Men datumet är inte absolut. Det är alltid föraren av ett lätt fordon (<3.5 ton totalvikt) som ansvarar för att man har det väggrepp som krävs för stunden.
Estland, Finland, Lettland och Litauen: Dubbdäcksförbud 1/3 till 30/11. I Litauen 11/4 till 31/10. Men om det råder vinterväglag oktober-november samt mars-april är det krav på dubbdäck.